# Talačka kriza u Beslanu
Talačka kriza u Beslanu - jedan od najtežih terorističkih napada koji je pogodio Rusiju u njezinoj povijesti.

## Kronologija događaja
1. rujna 2004. - tridesetak terorista zauzelo školu u Beslanu, u ruskoj republici Sjevernoj Osetiji-Alaniji. U trenutku napada odvijale su se svečanosti za prvi dan školske godine pa se u zgradi nalazilo oko 1300 djece, roditelja i nastavnika. Nekoliko ljudi uspijeva pobjeći no teroristi, čečenske i arapske provenijencije, zatvaraju većinu u sportskoj dvorani te miniraju zgradu. Teroristi traže nezavisnost Čečenije ili će bombaši-samoubojice aktivirati eksploziv. Sljedeći dan nekoliko je taoca pušteno, a otkriveno je kako se u blizini škole nalaze tijela ubijenih u prvim trenucima prepada. Tokom dana mogu se čuti sporadični pucnjevi i eksplozije.
3. rujna - dogovoreno je odnošenje tijela poginulih koja već par dana leže u predvorju škole. U trenutku dolaska ambulantnih kola, u školi se začula eksplozija nepoznatih razloga, nakon čega je nekoliko taoca pokušalo bijeg. Teroristi otvaraju vatru na taoce u bijegu i nekoliko bombaša samoubojica eksplodira. Specijalne snage potpuno nepripremljene ulaze u vatreni okršaj jer nikakav napad nije bio planiran. Ubrzo specijalci ulaze u školu i vatreni okršaji se nastavljaju. Eksplozije u sportskoj dvorani uzrokovale su urušavanje krova i požar, te je kasnije mnogo tijela poginulih nađeno tamo. Nekoliko sati nakon napada još uvijek se mogu čuti pucnji i eksplozije. Krajem dana teroristi su likvidirani i većina ranjenih zbrinuta je u bolnicama. Tragična bilanca samo je mogla potkrijepiti ogorčenje u Rusiji i svijetu koji su uzrokovale slike mrtve i ranjene djece: na kraju je izbrojano 331 mrtvih (od čega 160 djece) i 700 ranjenih. Gubici sigurnosnih snaga bili su 10 poginulih specijalaca, a ubijena su 32 terorista dok je jedan uhićen.